# برج مالكين

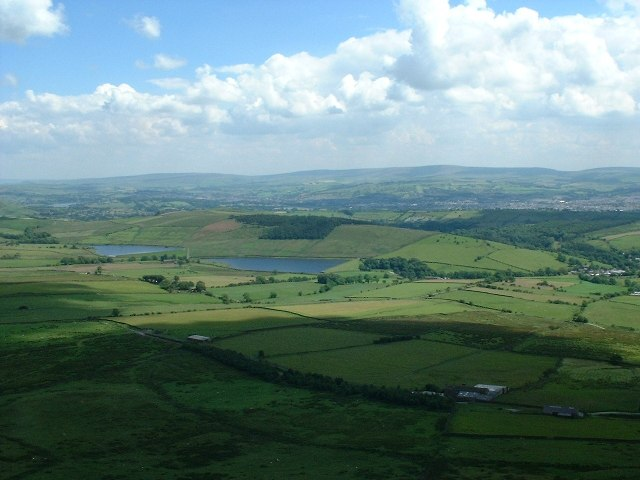
خزان الطحلب الأسود العلوي والسفلي. خزان الطحلب الأسود العلوي والسفلي كما تم رؤيته من منتصف الطريق إلى Pendle Hill.

كان برج مالكين (أو برج Malking أو برج Mocking) موطن إليزابيث ساوثرن، والمعروفه أيضًا باسم ديمديك، وحفيدتها اليزون ديفايز، وهما من الأبطال الرئيسيين في السحرة بندل [الإنجليزية] عام 1612.
ربما تكون أشهركوفن [الإنجليزية] المزعومين في التاريخ القانوني الإنجليزي قد حدثت في برج مالكين في 10 أبريل 1612. أُلقي القبض على ثمانية من الحاضرين فيما بعد وحوكموا لإلحاق الأذى بواسطة السحر، وأدين سبعة منهم ونُفذت عقوباتهم. ربما هُدمَ المنزل بعد فترة وجيزة من المحاكمات. يأتي الدليل الثابت الوحيد على موقعه من الرواية الرسمية لكاتب المحكمة، توماس بوتس، الذي وضعه في مكان ما في اغابة بندل [الإنجليزية]. فشلت الحفريات الأثرية في المنطقة في اكتشاف أي بقايا مؤكدة للمبنى.
أُقترح عدة تفسيرات لأصل كلمة مالكين. على الرغم من اسمه، من المرجح أن برج مالكين كان كوخًا بسيطًا.

## أسماء المواقع الجغرافية
يحتوي اسم مالكين على عدة اشتقاقات محتملة: فقد كان شكلًا مألوفًا من الأسماء الأنثوية ماري أو مود، ومصطلح لامرأة فقيرة أو رثة؛ كانت كلمة ماكين المشابهة كلمة تستخدم لوصف امرأة من الطبقة الدنيا أو عاهرة. أُستخدم مالكين أيضًا كمصطلح للقطط، وخاصة القط العجوز، كما هو الحال في هرة عجوزة [الإنجليزية] أو مالكين الرمادي، وكان اسمًا قديمًا في اللغة الإنجليزية الشمالية للأرنب، حيث قيل أن السحرة لهم القدرة على تغيير الشكل. كما رُجح أن الاسم كان مزيجًا من الذكور والأقارب باعتبارهم شريحة من نزلاء برج مالكين، والذي يعتبره المؤرخ المحلي آرثر دوغلاس غير وارد بسبب ضعف تعليم الناس في المنطقة في ذلك الوقت. الاحتمال الآخر هو تعفن بيت الشعير [الإنجليزية]، وهو مسند بادعاء صادر عن اليزون ديفايز بأن عائلة آن ويتل، المعروفة أيضًا باسم تشاتوكس، اقتحمت منزل النار الخاص بهم.
تكهن المؤلفون على مجموعة من المباني التي يمكن أن تكون مسؤولة عن تسمية البرج. ربما يكون برج مالكين قد ضم برج قشر [الإنجليزية] نورماندي، بُني كدفاع ضد المغيرين الاسكتلنديين أو ربما كان مرصادًا غير مستخدم للصياد، ولكن من المرجح أنه على الرغم من اسمه، كان برج مالكين كوخًا بسيطًا. يشير المؤرخ دبليو آر ميتشل إلى أنه كان في الأصل مبنى مزرعة صغيرًا، ربما كان مخزن للأعلاف أو الماشية، والذي حُولَ إلى مساكن معيشية ذات نوعية رديئة. لم يكن الفقر شائعًا بين سكان غابة بيندل، ومن ثم ربما لم يكن المبنى أكثر من كوخ، وربما كان البرج اسمًا ساخرًا أطلقه السكان المحليون. من شبه المؤكد أن ساوثرن وديفايز لم يمتلكوا برج مالكين ولكنهم كانوا مستأجرين.
يُشار أحيانًا إلى برج مالكين بدلاً من ذلك باسم برج مالكنك، أو برج موكنك.

## الارتباط مع السحرة
كان برج مالكين مكانًا لأشهر السحرة المزعومين المشهورين في التاريخ القانوني الإنجليزي في يوم الجمعة العظيمة، 10 أبريل 1612،. كان المنزل موطنًا لإليزابيث ساذرنز، المعروفة أيضًا باسم ديمديك، وحفيدتها اليزون ديفايز، اثنين من ساحرات بندل المزعومين.
صادفت أليزون فرصة لقاء مع جون لو في 21 مارس 1612، وهو بائع متجول من هاليفاكس، رفض بيعها بعض الدبابيس. سادت الفوضى بعد ذلك بوقت قصير واتهم ابنه أليزون بالمسؤولية. أُستُدعيت هي وجدتها إلى منزل القاضي المحلي روجر نويل للاشتباه في التسبب في ضرر بسبب السحر. قُبض على كلاهما واحتجازا في قلعة لانكستر [الإنجليزية] مع امرأتين أخريين. التقى أصدقاء عائلة ديمديك في برج مالكين في 10 أبريل 1612، بزعم التخطيط لهروب النساء الأربع المحتجزات عن طريق تفجير قلعة لانكستر [الإنجليزية]. علم نويل بالاجتماع، وبعد استجواب جيمس، شقيق اليزون ديفايز "غير الطبيعي عقليًا"، خلص إلى أن برج مالكين كان مسرحًا لسحرة، وأن جميع الذين حضروا كانوا من السحرة. اتُهم ثمانية فيما بعد بالتسبب في ضرر بالسحر وقُدمُ للمحاكمة، وسبعة في لانكستر يقرّر [الإنجليزية] وواحد في يورك.

## الموقع
موقع برج مالكين غير مؤكد. ربما هُدم بعد فترة وجيزة من تجارب 1612، حيث كان من الشائع في ذلك الوقت تفكيك المباني الفارغة وإعادة استخدام المواد. ربما دُمر المبنى أيضًا للقضاء على "الجمعيات الكئيبة" في المكان. يذكر الرواية الرسمية للمحاكمات التي كتبها توماس بوتس، كاتب المحكمة، في كتابه The Wonderfull Discoverie of the Witches في مقاطعة لانكستر [الإنجليزية] ذكره برج مالكنك عدة مرات، لكنه وصفه فقط بأنه يقع في غابة بندل، الغابة الملكية [الإنجليزية] سابقة غطت مساحة كبيرة جنوب وشرق تل بندل، وتمتد تقريبًا إلى مدن بيرنلي وكولن و باديهام [الإنجليزية].
أحد المتنافسين في أبرشية بلاكو [الإنجليزية] المدنية، في موقع مزرعة برج مالكين الحالية؛ منذ أربعينيات القرن التاسع عشر، قُدمت ادعاءات بأن البناء القديم الموجود في جدار الحقل هو من بقايا المبنى. في لانكشاير ويتش-كريز، تخمن جوناثان لومبي أن المبنى كان يقع على المستنقعات المحيطة ببلاكو هيل، بالقرب من طريق قديم بين كولن جيسبيرن [الإنجليزية]. يرى الفولكلور المحلي حامي الأبرشية أن بقايا برج مالكين مدفونة في حقل خلف منزل كروس جيتس إن العام القريب؛ كان البرج يظهر على لافتة النزل. يبدو أن الدليل الأساسي الذي يدعم هذا الموقع هو أن الكهف في سفح التل شرق المزرعة يُعرف باسم حفرة موكين. وقد أُقترح أن هذا هو المكان نفسه المذكور في سجلات محكمة مانورال [الإنجليزية] في القرن السادس عشر لقصر كولن باسم موكين يارد، الموصوف بأنه "في شمال كولن"، ولكن في أي مكان داخل قصر كولن كان من الممكن أن يكون خارج غابة بيندل، وأول خريطة مسح ذخائر للمنطقة، أُنشئَ في أربعينيات القرن التاسع عشر، تحدد المزرعة على أنها برج بلاكو. الموقع أيضا على بعد عدة أميال من أي من المواقع التي يمكن تتبعها المذكورة في المحاكمة.
شيد البقال المحلي جوناثان ستانسفيلد برجًا منفردًا على قمة بلاكو هيل القريبة في عام 1891. يُعرف هذا اليوم أيضًا باسم برج بلاكو، وغالبًا ما يُخلط بينه وبين برج مالكين. على الرغم من أنه ادعى في ذلك الوقت أنه يرغب في رؤية الوديان المجاورة، إلا أن المؤرخ جون كلايتون يشير إلى أنه، على دراية بالقصة، ربما كان يرغب في تزويد المنطقة بنسخته الخاصة.
موقع آخر محتمل في مكان ما بالقرب من قرية Newchurch في بيندل [الإنجليزية] في بيندل. يدعي دوغلاس أن هناك أدلة "مقنعة" على أن منطقة بالقرب من مزرعة سادلر (المعروفة الآن باسم مركز شيكينا المسيحي) كانت موقع برج مالكين. كانت هناك تقارير عديدة عن السحر المزعوم في المنطقة، وكان على مقربة من المواقع الأخرى المذكورة أثناء المحاكمة مثل جرينهيد و الشعير ، لانكشاير [الإنجليزية] و روغليروغلي [الإنجليزية]. ومن المعروف أن آخرين شاركوا في المحاكمات عاشوا في المنطقة. أقام الساحران المزعومان جين وجون بولكوك في موس إند فارم في نيو تشيرش، وعاش جون نوتر، الذي قيل أن أبقارهما سحرت، في مزرعة بول هول المجاورة. كما عاش نجل الجنوب كريستوفر هولجيت في مكان قريب. لكن لم تذكر أعمال مزرعة سادلر، التي يعود تاريخها إلى القرن السابع عشر، ولا الخرائط المعاصرة للمنطقة برج مالكين أو أي حقول قد تكون موجودة فيها.
أُجريَت الحفريات الأثرية في عدة مواقع في منطقة غابة بندل، بما في ذلك نيو تشيرش، ولكن لم يُعثر على شيء. أُعلن عن مرشح محتمل لبرج مالكين المفقود في ديسمبر 2011، بعد أن اكتشف مهندسو المياه كوخًا يعود إلى القرن السابع عشر به قطة محنطة مغلقة في الجدران، بالقرب من خزانات الطحلب الأسود [الإنجليزية] بالقرب من بارلي.

## فهرس
- Bennett، Walter (1993)، The Pendle Witches، Lancashire County Books، ISBN:978-1-871236-27-9
- Catlow، Richard (1986)، The Pendle Witches (ط. 3rd)، Hendon Publishing، ISBN:978-0-902907-82-9
- Clayton، John A. (2007)، The Lancashire Witch Conspiracy (ط. 2nd)، Barrowford Press، ISBN:978-0-9553821-2-3
- Davies، Peter (1971) [1929]، The Trial of the Lancaster Witches، Frederick Muller، ISBN:978-0-584-10921-4 (Facsimile reprint of Davies' 1929 book, containing the text of The Wonderfull Discoverie of Witches in the Countie of Lancaster by Potts, Thomas (1613))
- Davitt، Jacqueline (2006)، Witches and Ghosts of Pendle and the Ribble Valley، Tempus، ISBN:978-0-7524-4063-7
- Douglas، Arthur (1978)، The Fate of the Lancashire Witches، Countryside Publications، ISBN:978-0-86157-001-0
- Eyre، Kathleen (1986)، Witchcraft in Lancashire (ط. 2nd)، Dalesman Books، ISBN:978-0-85206-854-0
- Farrer، William (1897)، The Court Rolls of the Honor of Clitheroe in the County of Lancaster Vol 1، Emmott & Co، OCLC:557828341
- Fields، Kenneth (1998)، Lancashire Magic and Mystery: Secrets of the Red Rose County، Sigma، ISBN:978-1-85058-606-7
- Froome، Joyce (2010)، A History of the Pendle Witches and Their Magic: Wicked Enchantments، Palatine Books، ISBN:978-1-874181-62-0
- Hasted، Rachel A. C. (1993)، The Pendle Witch Trial 1612، Lancashire County Books، ISBN:978-1-871236-23-1
- Lumby، Jonathan (1995)، The Lancashire Witch-Craze، Carnegie، ISBN:978-1-85936-065-1
- Mitchell، W. R. (1984)، The Lancashire Witches، Dalesman Books، ISBN:978-0-85206-776-5
- Peel، Edgar؛ Southern، Pat (1985)، The Trials of the Lancashire Witches (ط. 3rd)، Hendon Publishing، ISBN:978-0-86067-099-5
- Poole، المحرر (2002)، The Lancashire Witches: Histories and Stories، Manchester University Press، ISBN:978-0-7190-6204-9
- Potts، Thomas (1845) [1613]، Crossley (المحرر)، The Wonderfull Discoverie of Witches in the Countie of Lancaster، Chetham Society، OCLC:633674946، مؤرشف من الأصل في 2023-01-03
- Sharpe، James (2002)، "Introduction: The Lancashire Witches in Historical Context"، في Poole (المحرر)، The Lancashire Witches: Histories and Stories، Manchester University Press، ISBN:978-0-7190-6204-9
- Swain، John T. (1986)، Industry Before the Industrial Revolution: North-east Lancashire, c. 1500–1640، Manchester University Press، ISBN:978-0-7190-1340-9
- Swain، John (2002)، "Witchcraft, Economy and Society in the Forest of Pendle"، في Poole (المحرر)، The Lancashire Witches: Histories and Stories، Manchester University Press، ص. 73–87، ISBN:978-0-7190-6204-9

1. ↑  All dates in this article are given in the Old Style consistent with the تقويم يولياني in use in England until 1752, when the تقويم ميلادي was adopted.
2. ↑  "Demdike" is derived from "devil woman", suggesting that Elizabeth Southerns was "feared and loathed within the community".[12]
3. ↑  The building accommodated only Alizon Device and her grandmother; Alizon was hanged and her grandmother died in prison awaiting trial. The other members of the family lived in a smallholding that had belonged to John Device, Elizabeth Device's deceased husband.[16]
4. ↑  Pendle Forest was part of the Honour of Clitheroe,[17] which was disafforested in 1507,[18] although the land remained a part of the Duchy of Lancaster until 1660.
5. ↑  Spelt variously: Malkynyerd, Malkenyerd, Malkynyerde, Mawkyn-yarde, Mawkin Yarde.[21]

1. 1 2 3 4 5  Froome (2010).
2. 1 2 3 4  Catlow (1986).
3. 1 2 3 4 5  Douglas (1978).
4. 1 2 3 4  Peel & Southern (1985).
5. 1 2 3  Fields (1998).
6. 1 2 3 4 5  Clayton (2007).
7. 1 2  Mitchell (1984).
8. ↑  Eyre (1986).
9. ↑  Poole (2002).
10. ↑  Sharpe (2002).
11. 1 2  Bennett (1993).
12. ↑  Clayton (2007), p. 204none
13. 1 2  Bennett (1993), p. 10none
14. ↑  Bennett (1993), p. 16none
15. ↑  Bennett (1993), p. 22none
16. ↑  Froome (2010), p. 38none
17. ↑  Swain (1986), p. 3none
18. ↑  Swain (1986), p. 9none
19. ↑  Lumby (1995).
20. ↑  Davitt (2006).
21. ↑  Farrer (1897), pp. 237, 266, 241, 458, 466none